# Bataille de Mărășești
Première Guerre mondiale
Batailles
Front d'Europe de l’Est
- Stallupönen (08-1914)
- Gumbinnen (08-1914)
- Tannenberg (08-1914)
- Île d'Odensholm (08-1914)
- Lemberg (08-1914)
- Krasnik (08-1914)
- Komarów (08-1914)
- Lacs de Mazurie (I) (09-1914)
- Przemyśl (09-1914)
- Vistule (09-1914)
- Łódź (11-1914)
- Limanowa (12-1914)
- Bolimov (01-1915)
- Zwinin (02-1915)
- Lacs de Mazurie (II) (02-1915)
- Przasnysz (02-03-1915)
- Schaulen (04-07-1915)
- Gorlice-Tarnów (05-1915)
- Boug (06-08-1915)
- Narew (07-08-1915)
- Novogeorgievsk (08-1915)
- Varsovie (08-1915)
- Sventiany (09-1915)
- Lac Narotch (03-1916)
- Offensive Broussilov (06-1916)
- Offensive de Baranavitchy (07-1916)
- Turtucaia (09-1916)
- Offensive Flămânda (09-1916)
- Argeș (12-1916)
- Offensive Kerenski (07-1917)
- Bataille de Riga (09-1917)
- Opération Albion (09-10-1917)
- Mărășești (08-1917)
- Traité de Brest-Litovsk (03-1918)
- Traité de Brest-Litovsk (03-1918)
- Bakhmatch (03-1918)

Front d'Europe de l’Ouest
Front italien
Front des Balkans
Front du Moyen-Orient
Front africain
Bataille de l'Atlantique
La bataille de Mărășești (Roumanie) se déroula du 6 août au 8 septembre 1917 sur le Front de l'Est pendant la Première Guerre mondiale.

## Déroulement de la bataille

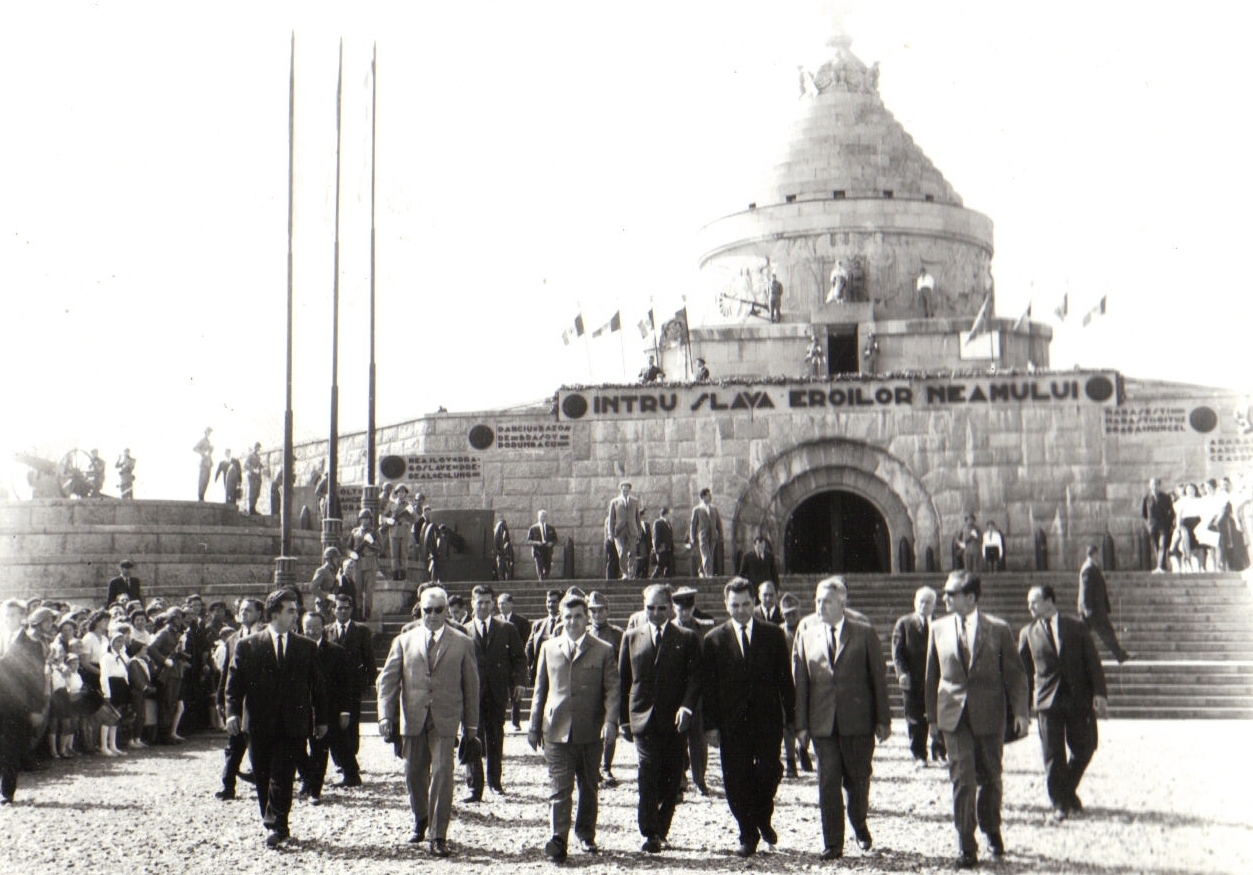
Le mausolée de Mărășești en 1967.

Dernière bataille importante du front de l'Est pendant la Première Guerre mondiale, elle oppose l'armée roumaine, secondée par des unités russes de moins en moins motivées, à l'armée allemande commandée par le général August von Mackensen, secondée par des unités austro-hongroises. La bataille est le résultat de la tentative allemande de percer le front roumain dans la région comprise entre le cours inférieur de la rivière de Siret (Sereth) et les Carpates orientales. Les résultats attendus par Mackensen étaient l'effondrement de la résistance roumaine en Moldavie et la capitulation de la Roumanie dont la capitale avait été provisoirement transférée fin 1916, après la chute de Bucarest, dans la ville de Iaşi (Jassy).
La bataille fut un échec pour les Allemands qui ne réussirent qu'une avancée très limitée sans toutefois arriver à percer le front. Le général roumain Jérémie Grigorescu dirigea la résistance de la Ire armée roumaine groupée dans un front compact entre deux petits affluents du Siret, les rivières de Poutna et Susiţa (en). La réorganisation de l'armée roumaine et l'aide de la mission militaire française (général Henri Berthelot) pendant la première moitié de l'année 1917 a contribué à l'issue de cette bataille, défavorable aux Allemands.

## Conséquences
Les pertes roumaines : 27 000 tués, blessés et prisonniers. 
Les pertes russes : 25 000 tués, blessés et prisonniers. 
Les pertes allemandes : 65 000 tués, blessés et prisonniers. 
Un monument érigé dans l'entre-deux-guerres — le mausolée de Mărășești — rappelle le souvenir de cette bataille et abrite la dépouille du général Grigorescu ainsi que les ossements de 6 000 soldats et officiers tombés ici.